# Phacelia vallis-mortae
Phacelia vallis-mortae är en strävbladig växtart som beskrevs av J. Voss. Phacelia vallis-mortae ingår i Faceliasläktet som ingår i familjen strävbladiga växter. Utöver nominatformen finns också underarten P. v. heliophila.

## Bildgalleri

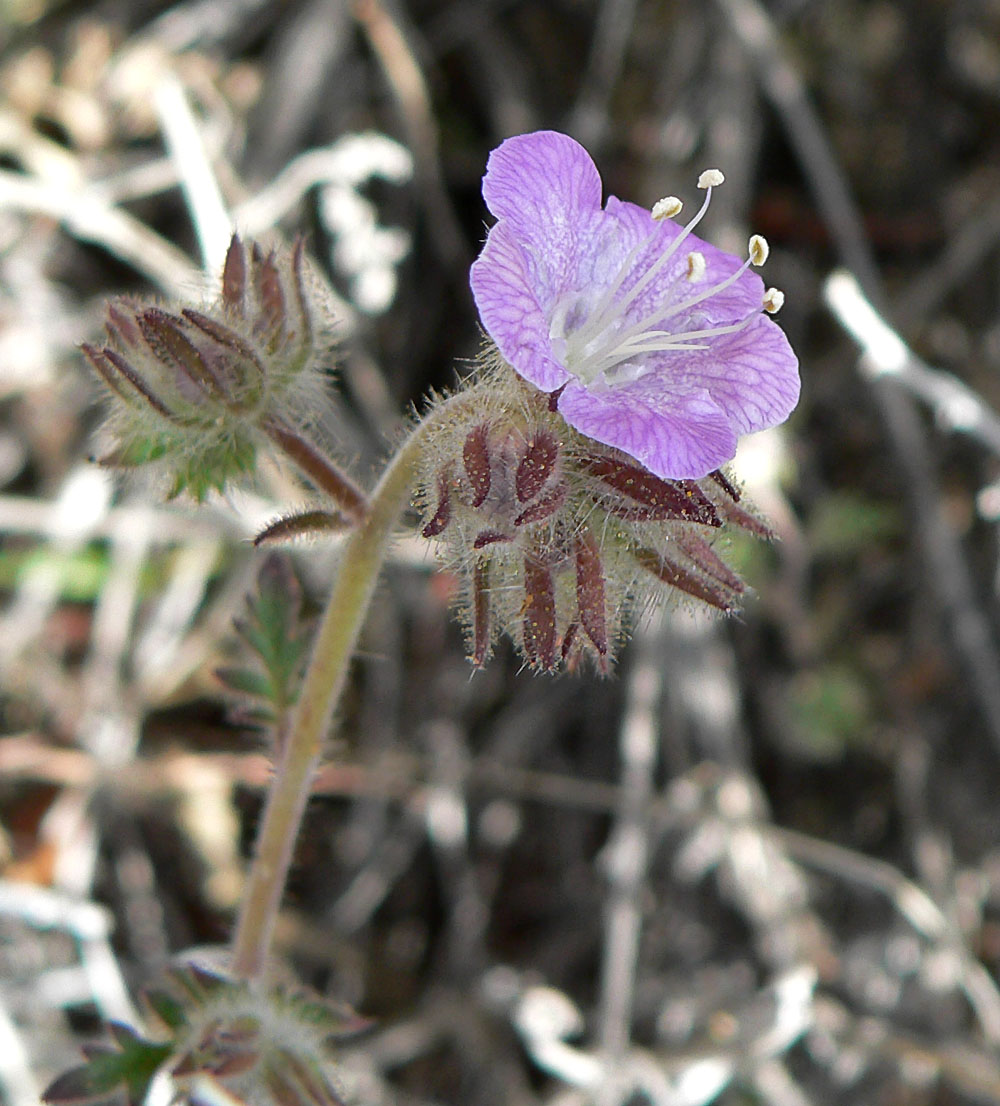
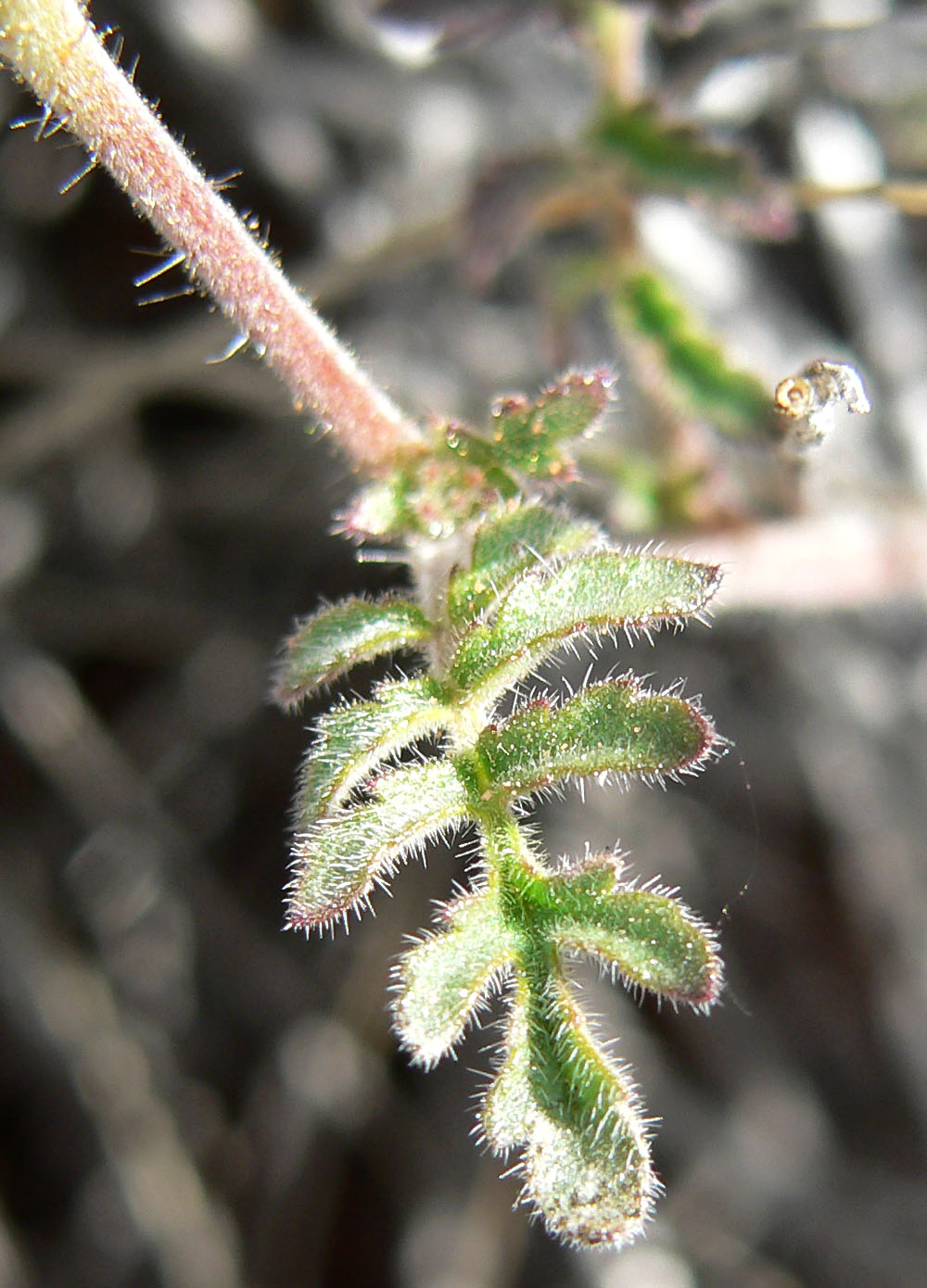
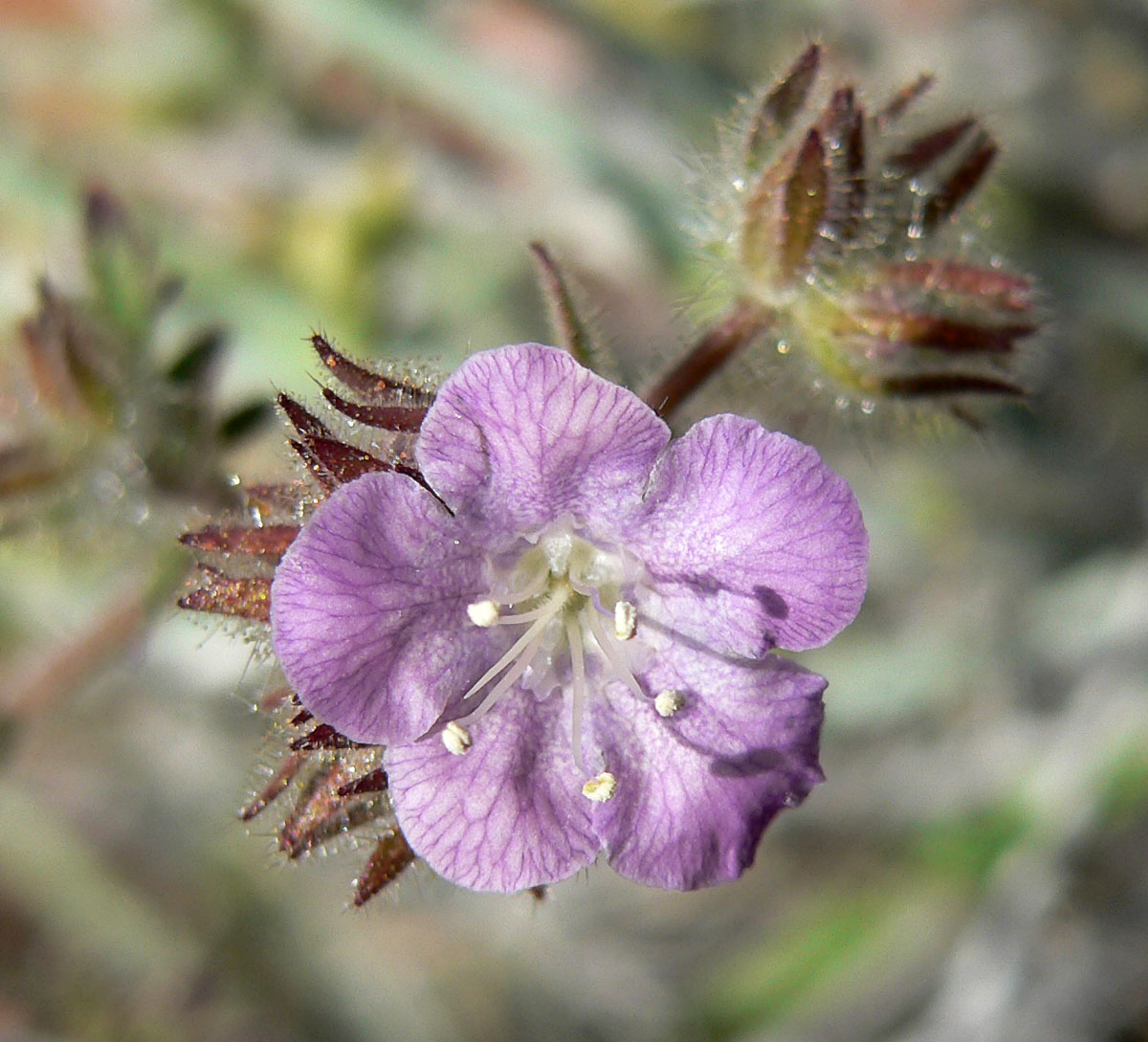
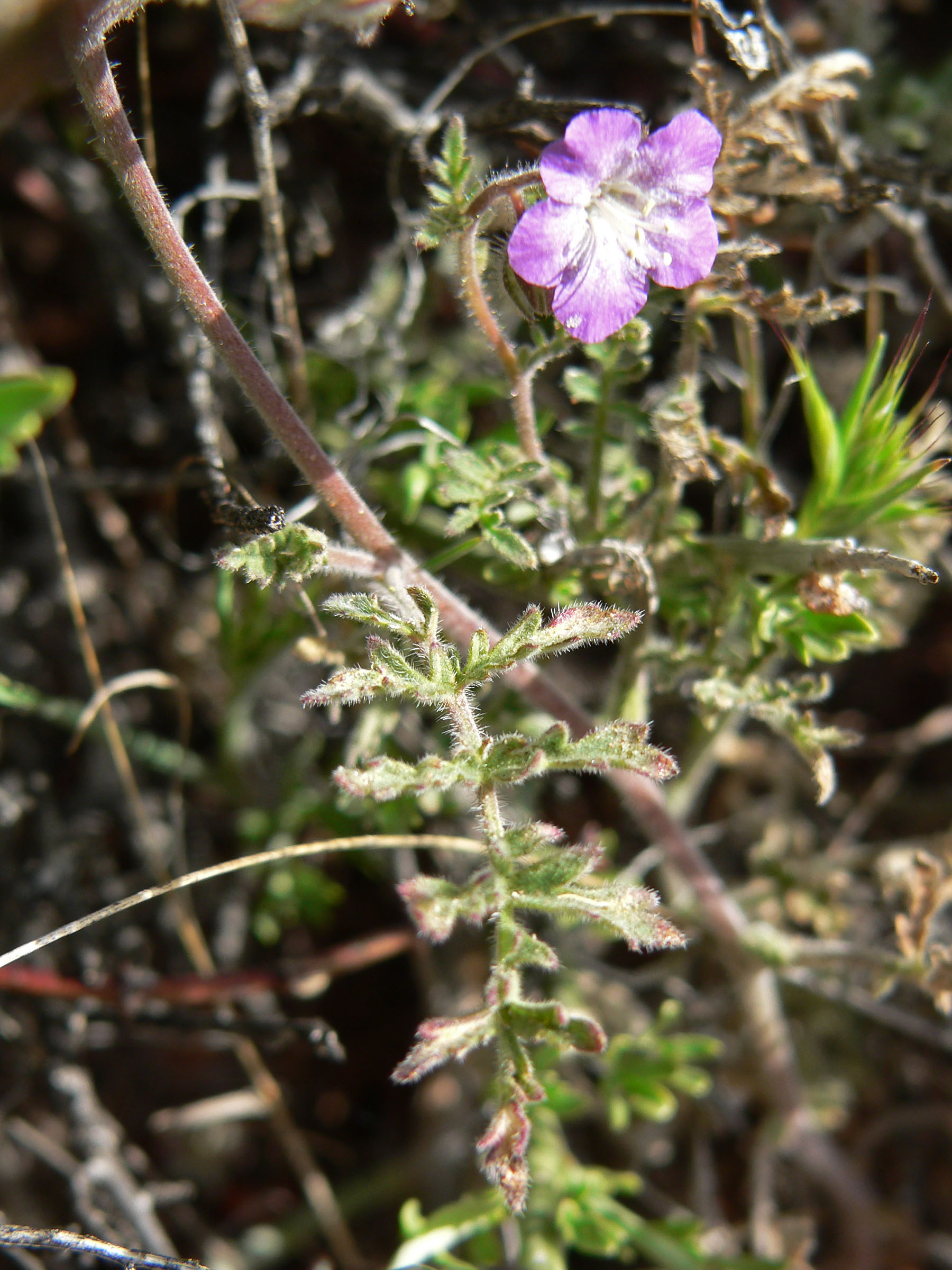
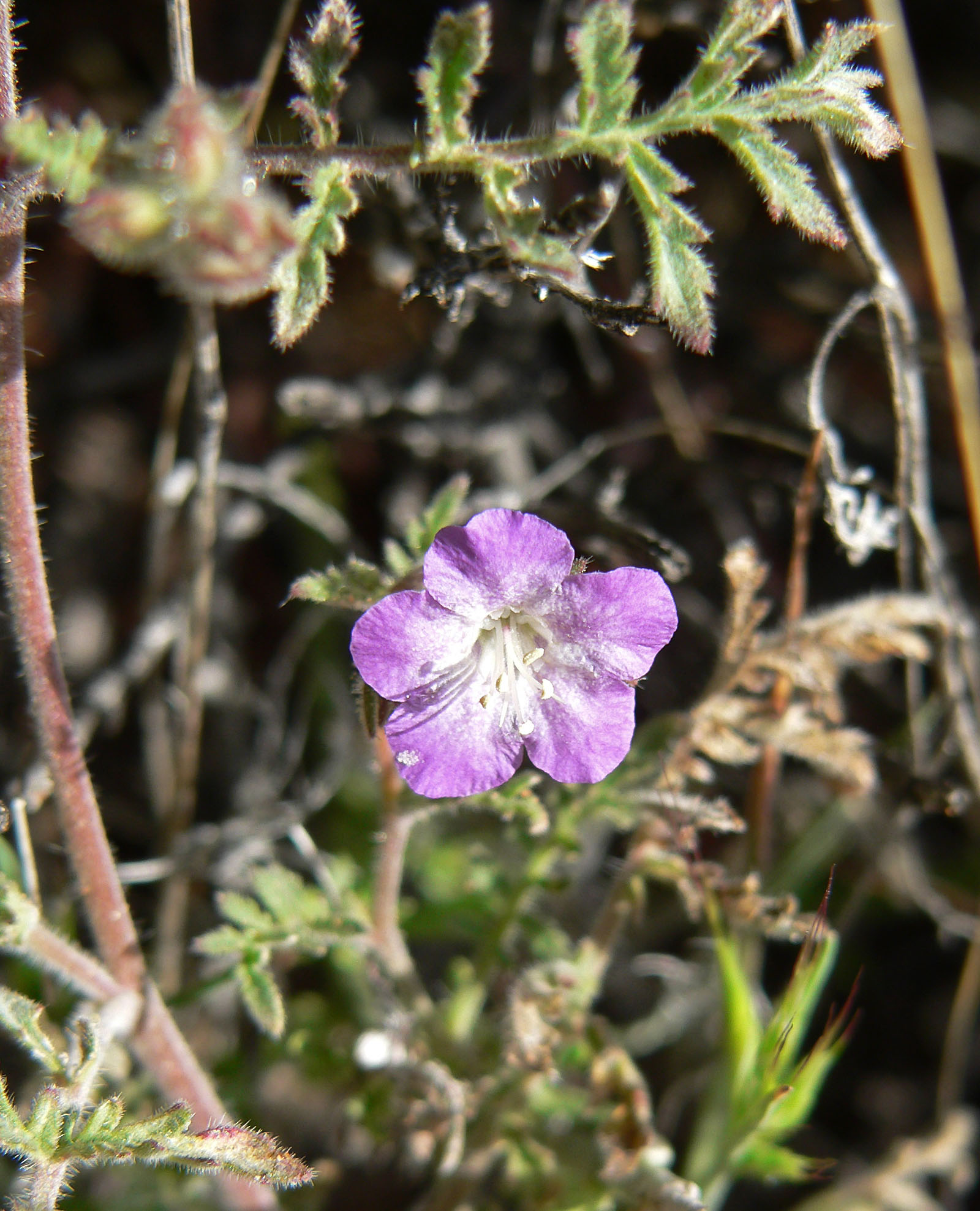
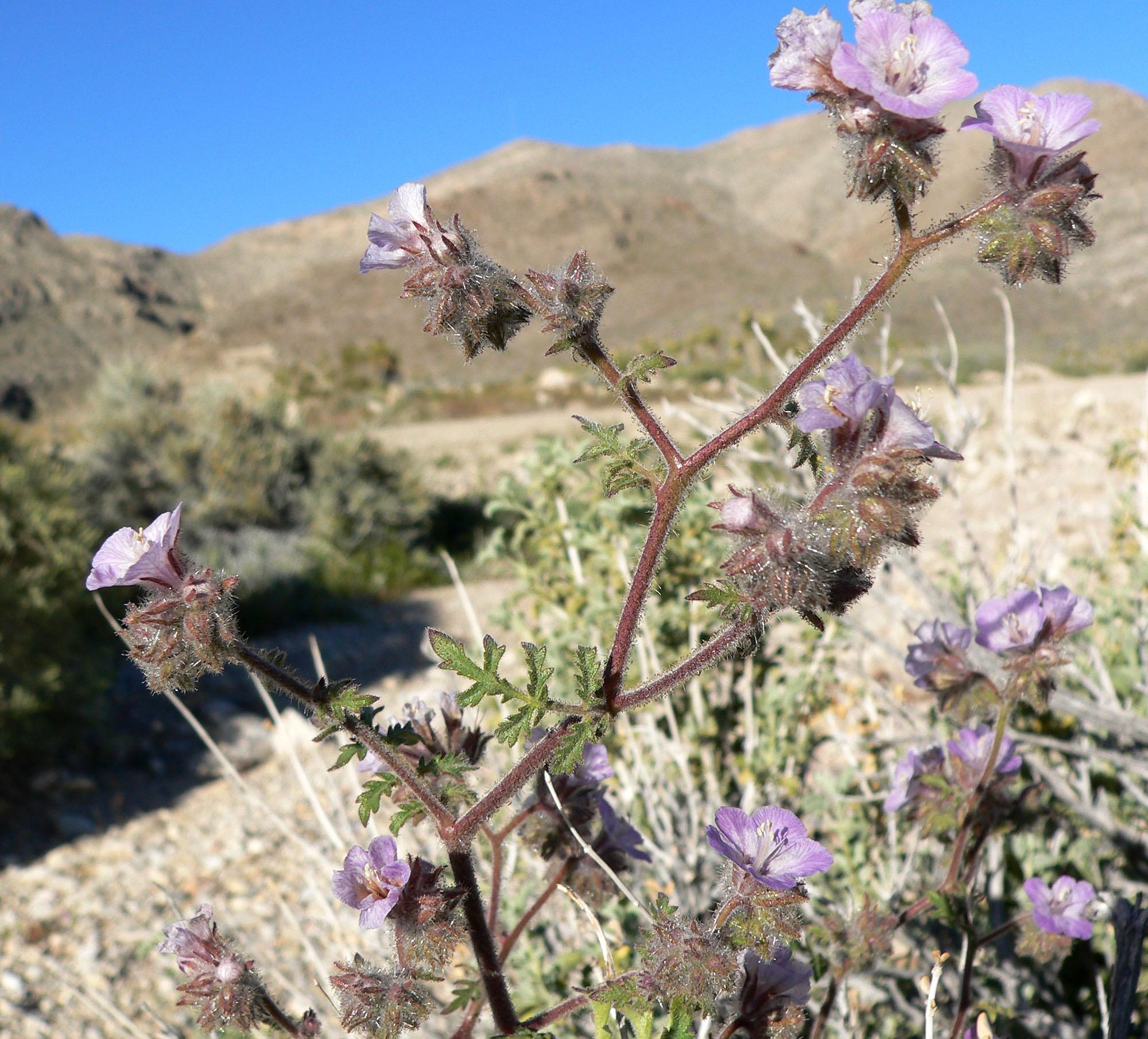